# Якобсен, Саша
Саша Якобсен (англ. Sascha Jacobsen; 29 ноября (11 декабря) 1895, Гельсингфорс — 19 марта 1972, Лос-Анджелес) — американский скрипач и музыкальный педагог российского происхождения.
Вырос в Санкт-Петербурге, готовился к поступлению в класс Леопольда Ауэра, но ещё подростком уехал в США. В 1915 г. окончил Институт музыкального искусства с высшей наградой, ученик Франца Кнайзеля. В 1927—1933 гг. выступал в составе связанного с Институтом Квартета музыкального искусства (англ. Musical Art Quartet) вместе с Бернардом Око, Луисом Кауфманом и Мари Рёме-Розанофф. В 1930-е гг. преподавал в Джульярдской школе, в которую был преобразован Институт музыкального искусства; среди учеников Якобсена — Джулиус Хедьи, Цви Цейтлин и другие заметные музыканты.
В начале 1950-х гг. концертмейстер Лос-Анджелесского филармонического оркестра.
Саша Якобсен фигурирует в известной застольной песне Джорджа и Айры Гершвинов «Миша, Яша, Тоша, Саша» (Mischa, Jascha, Tosha, Sascha, 1921, опубликована в 1932), посвящённой четырём друзьям-музыкантам и их педагогу Леопольду Ауэру и трактующей в шуточном ключе о глубокой интеграции русско-еврейских музыкантов в американскую культуру.
Правнук и тёзка Якобсена — джазовый контрабасист Саша Джейкобсен.